# Tin Lids
I Tin Lids sono stati un gruppo musicale australiano, formatosi nel 1990 a Sydney e composto da Eliza-Jane 'E.J.' Barnes, Elly-May Barnes, Jackie Barnes e Mahalia Barnes.

## Storia
Tin Lids è un rhyming slang scozzese di "bambini", in quanto il gruppo è stato formato dai figli giovanissimi del cantante Jimmy Barnes, scozzese e naturalizzato australiano. Nel novembre 1991 è stato pubblicato il loro primo album Hey Rudolph!, che ha raggiunto la 6ª posizione della ARIA Albums Chart e che ha generato il singolo Christmas Day, arrivato alla numero 40 della classifica dei singoli e vincitore di un APRA Music Award. Sempre nella ARIA Singles Chart hanno poi piazzato Walk the Dinosaur alla 64, proveniente dal secondo disco Snakers & Ladders, con cui il gruppo è stato candidato ad un ARIA Music Award nella categoria dedicata agli album di musica per bambini.

## Discografia

### Album in studio
- 1991 – Hey Rudolph!
- 1992 – Snakes & Ladders
- 1993 – Dinosaur Dreaming

### Singoli
- 1991 – Christmas Day
- 1992 – Walk the Dinosaur
- 1992 – School
- 1994 – Dinosaurs in Space